# Mauritius International 2008
Die Mauritius International 2008 im Badminton fanden als offene internationale Meisterschaften von Mauritius vom 21. bis zum 24. Februar 2008 in Beau Bassin-Rose Hill statt.

## Austragungsort
- Stadium Badminton Rose Hill, National Badminton Centre, Duncan Taylor Street

## Sieger und Platzierte
| Disziplin    | Gold                           | Silber                               | Bronze                              |
| ------------ | ------------------------------ | ------------------------------------ | ----------------------------------- |
| Herreneinzel | Edwin Ekiring                  | Carlos Longo                         | Subbana Palghun                     |
| Herreneinzel | Edwin Ekiring                  | Carlos Longo                         | Klaus Raffeiner                     |
| Dameneinzel  | Grace Daniel                   | Yoana Martínez                       | Kerry-Lee Harrington                |
| Dameneinzel  | Grace Daniel                   | Yoana Martínez                       | Lucía Tavera                        |
| Herrendoppel | Jinkan Ifraimu Ola Fagbemi     | Greg Orobosa Okuonghae Ibrahim Adamu | Eli Mambwe Juma Muwowo              |
| Herrendoppel | Jinkan Ifraimu Ola Fagbemi     | Greg Orobosa Okuonghae Ibrahim Adamu | Dorian James Willem Viljoen         |
| Damendoppel  | Chantal Botts Michelle Edwards | Kerry-Lee Harrington Stacey Doubell  | Mary Gideon Grace Daniel            |
| Damendoppel  | Chantal Botts Michelle Edwards | Kerry-Lee Harrington Stacey Doubell  | Karen Foo Kune Kate Foo Kune        |
| Mixed        | Dorian James Michelle Edwards  | Chris Dednam Annari Viljoen          | Stephan Beeharry Karen Foo Kune     |
| Mixed        | Dorian James Michelle Edwards  | Chris Dednam Annari Viljoen          | Greg Orobosa Okuonghae Grace Daniel |